# Поллок, Эрнест, 1-й виконт Хенворт
Эрнест Мюррей Поллок, 1-й виконт Хенворт (англ. Ernest Murray Pollock, 1st Viscount Hanworth; 25 ноября 1861 — 22 октября 1936) — британский консервативный политик, юрист и судья.

## Происхождение и образование
Родился 25 ноября 1861 года в Уимблдоне. Пятый сын Джорджа Фредерика Поллока (1821—1919), и Фрэнсис Дианы Герберт (? — 1891), внук сэра Фредерика Поллока, 1-го баронета (1783—1870), лорда-главного барона казначейства . Он получил образование в школе Чартерхаус и Тринити-колледже в Кембридже, окончив их в 1883 году. В 1885 году он был принят в коллегию адвокатов Иннер-Темпл.

## Политическая и юридическая карьера
Эрнест Поллок заседал в Палате общин Великобритании от Уорика и Лимингтона (1910—1923). В 1919 году при Дэвиде Ллойд Джордже он был назначен генеральным солиситором, которым он оставался до 1922 года, когда он стал генеральным прокурором, но покинул этот пост в том же году. Он был принят в Тайный совет Великобритании в 1922 году.
27 ноября 1922 года для него был создан титул баронета Поллкока из Хенворта. Он покинул Палату общин на парламентских выборах 1923 года и был заменен на своем месте Энтони Иденом. В том же году он был сделан мастером списков. 28 января 1926 года он возведен в звание пэра как барон Хенворт из Хенворта в графстве Миддлсекс . Он ушел с поста магистра свитков в 1935 году. 17 января 1936 года ему был присвоен титул виконта Хенворта из Хенворта в графстве Миддлсекс.

## Семья
12 апреля 1887 года лорд Хенворт женился на Лоре Хелен Солт (1865 — 16 февраля 1954), дочери банкира и политика, сэра Томаса Солта, 1-го баронета, и Эммы Хелен Мэри Андердон. У супругов были сын и дочь:
- Достопочтенная Марджори Лора Поллок (ум. 1981), в 1926 году она вышла замуж за сэра Уолтера Лесли Фаррера[англ.], адвоката Георга VI.
- Капитан достопочтенный Чарльз Томас Андердон Поллок (12 апреля 1889 — 31 марта 1918).

Виконт Хенворт скончался в своем доме в Хайте, Кент, в октябре 1936 года в возрасте 74 лет. Его преемником в виконте стал его внук Дэвид Поллок, 2-й виконт Хенворт, его сын Чарльз Томас Андердон Поллок (1889—1918) погиб в Первой мировой войне.